# Округ Хила (Аризона)
Округ Хила (енгл. Gila County) је округ у америчкој савезној држави Аризона. По попису из 2010. године број становника је 53.597. Седиште округа је град Глоуб.

## Демографија
Према попису становништва из 2010. у округу је живело 53.597 становника, што је 2.262 (4,4%) становника више него 2000. године.
| Група             | 2000.          | 2010.          |
| Белци             | 35.391 (68,9%) | 35.298 (65,9%) |
| Афроамериканци    | 197 (0,4%)     | 233 (0,4%)     |
| Азијати           | 220 (0,4%)     | 273 (0,5%)     |
| Хиспаноамериканци | 8.546 (16,6%)  | 9.588 (17,9%)  |
| Укупно            | 51.335         | 53.597         |